# Pia Gjellerup
Pia Gjellerup, née le 22 août 1959 à Frederiksberg (Danemark), est une femme politique danoise, membre du Parti social-démocrate et ancienne ministre.

## Biographie
Pia Gjellerup commence des études de droit à l'université de Copenhague en 1985, et devient avocate en 1990.
Engagée au sein de la Social-démocratie, elle devient conseillère municipale de Frederiksberg en 1982. Elle est élue députée au Folketing lors des élections législatives du 8 septembre 1987.
Après sa réélection pour un septième mandat lors des élections législatives de février 2005, elle soutient la candidature de Frank Jensen pour la présidence des Sociaux-démocrates lors du congrès du parti d'avril, remporté par Helle Thorning-Schmidt,.
En janvier 2007, elle annonce quitter la politique et démissionner de son mandat parlementaire en cours de législature pour devenir directrice de la branche politique de l'association danoise des avocats et des économistes, une organisation syndicale.